# US Quevilly
Union sportive de Quevilly-Rouen Métropole, do 2015 Union sportive quevillaise – francuski klub piłkarski z siedzibą w Le Petit-Quevilly. Swoje mecze rozgrywa na Stade Robert-Diochon, który może pomieścić 12,018 widzów. Drużyna aktualnie gra w Championnat National.

## Historia
Klub został założony w 1902 roku, a jego tradycyjnymi barwami są żółty i czarny. W 1927 doszli do finału Pucharu Francji, a w 1968 i 2010 do półfinału tych rozgrywek. W sezonie 2010/11 US Quevilly wygrało CFA Group A i uzyskało awans do Championnat National.
W 2012 roku drugi raz w historii awansowali do finału Pucharu Francji po tym, jak pokonali Stade Rennais 2:1 w półfinale. 28 kwietnia 2012 roku przegrali 1:0 z Olympique Lyon w finale na Stade de France.

## Sukcesy
- II miejsce National 1973, 2017
- Finał Pucharu Francji: (2) 1927, 2012

## Skład na sezon 2017/2018
Stan na: 15 sierpnia 2017 r.
| Nr | Poz. | Piłkarz                               |
| -- | ---- | ------------------------------------- |
| 1  | BR   | Dan Delaunay                          |
| 4  | OB   | Jacques Salze                         |
| 5  | OB   | William Séry                          |
| 6  | PO   | Stanislas Oliveira ()                 |
| 7  | PO   | Nicolas Barthélémy                    |
| 8  | PO   | Marvin Gakpa                          |
| 9  | NA   | Mathieu Duhamel                       |
| 10 | PO   | Anthony Rogie                         |
| 11 | NA   | Ange-Freddy Plumain                   |
| 12 | PO   | Brice Irié-Bi                         |
| 14 | PO   | Romain Basque                         |
| 15 | NA   | Yannick Mamilonne (wyp. ze Amiens SC) |
| 16 | BR   | Antoine Gounet                        |
| 17 | OB   | Pierre Vignaud                        |

| Nr | Poz. | Piłkarz                           |
| -- | ---- | --------------------------------- |
| 18 | OB   | Jules Mendy                       |
| 19 | OB   | Josué Albert                      |
| 20 | OB   | Jordan Gobron                     |
| 21 | PO   | Éric Tié Bi                       |
| 22 | OB   | Gary Marigard                     |
| 23 | NA   | Dorian Caddy                      |
| 24 | OB   | Jordan Lefort (wyp. ze Amiens SC) |
| 25 | OB   | Jonathan Clauss                   |
| 26 | PO   | Michel Ramon                      |
| 27 | PO   | Rafik Boujedra                    |
| 28 | PO   | Timothée Taufflieb                |
| 29 | PO   | Aristote Madiani                  |
| 30 | BR   | Joan Hartock                      |